# Vendée Fontenay Foot
Il Vendée Fontenay Foot è una società calcistica francese della città di Fontenay-le-Comte. Gioca attualmente nel gruppo D dello Championnat de France Amateurs, il campionato francese di quarto livello.

## Rosa 2012-2013
| N. |                    | Ruolo | Calciatore           |
| -- | ------------------ | ----- | -------------------- |
|    | Francia (bandiera) | P     | Jean Baptiste Habert |
|    | Francia (bandiera) | P     | Adrien Retaillou     |
|    | Francia (bandiera) | D     | Aldin Alic           |
|    | Francia (bandiera) | D     | Alexandre Dupas      |
|    | Francia (bandiera) | D     | Kévin Barre          |
|    | Francia (bandiera) | D     | Nicolas Letouzé      |
|    | Francia (bandiera) | D     | Joël Adegoroye       |
|    | Francia (bandiera) | D     | Clément Godet        |
|    | Francia (bandiera) | D     | Pierre Benoit        |
|    | Francia (bandiera) | D     | Jérémy Piveteau      |
|    | Francia (bandiera) | D     | Kenny Rauturier      |
|    | Francia (bandiera) | C     | Guillaume Frau       |

| N. |                    | Ruolo | Calciatore         |
| -- | ------------------ | ----- | ------------------ |
|    | Francia (bandiera) | C     | François Duhamel   |
|    | Francia (bandiera) | C     | Mathieu Blais      |
|    | Francia (bandiera) | C     | Mohamed Belissaoui |
|    | Francia (bandiera) | C     | Alberto Queiros    |
|    | Francia (bandiera) | C     | Maxime Puygrenier  |
|    | Francia (bandiera) | A     | Martin Garot       |
|    | Mali (bandiera)    | A     | Ibrahima Diallo    |
|    | Francia (bandiera) | A     | Pierrick Mornet    |
|    | Francia (bandiera) | A     | Alexis Lescaille   |
|    | Francia (bandiera) | A     | Samuel Delahaye    |
|    | Francia (bandiera) | A     | Karissékou Doumbia |
|    | Francia (bandiera) | A     | Loïc Rodriguez     |

## Rosa 2009-2010
| N. |                    | Ruolo | Calciatore        |
| -- | ------------------ | ----- | ----------------- |
|    | Francia (bandiera) | P     | Sébastien Pauvert |
|    | Francia (bandiera) | D     | Anthony Gauvin    |
|    | Francia (bandiera) | D     | Jérémy Piveteau   |
|    | Francia (bandiera) | D     | Vincent Zomenio   |
|    | Francia (bandiera) | C     | Moussa Dia        |
|    | Francia (bandiera) | C     | Alexandre Dupas   |
|    | Francia (bandiera) | C     | Kévin Durand      |
|    | Francia (bandiera) | C     | Martin Gandrillon |
|    | Francia (bandiera) | C     | Alexis Lescaille  |

| N. |                    | Ruolo | Calciatore           |
| -- | ------------------ | ----- | -------------------- |
|    | Francia (bandiera) | C     | Nicolas Letouzé      |
|    | Francia (bandiera) | C     | Eric Nicol           |
|    | Francia (bandiera) | C     | Alberto Queiros      |
|    | Francia (bandiera) | A     | Mathieu Blais        |
|    | Francia (bandiera) | A     | Sébastien Ducourneau |
|    | Francia (bandiera) | A     | Clément Godet        |
|    | Francia (bandiera) | A     | Pierrick Mornet      |
|    | Senegal (bandiera) | A     | Talla Ndiaye         |
|    | Francia (bandiera) | A     | Loïc Rodriguez       |

## Palmarès

### Competizioni nazionali
- Championnat de France amateur 2: 2

1996-1997, 2006-2007

### Altri piazzamenti
- Championnat de France amateur 2:

Secondo posto: 1998-1999